# Aureliano Bolognesi
Aureliano Bolognesi (Sestri Ponente, 1930. november 15. – 2018. március 30.) olimpiai bajnok olasz ökölvívó.

## Pályafutása
Az 1952-es helsinki olimpián könnyűsúlyban aranyérmet nyert.

## Olimpiai mérkőzései
1952, Helsinki – könnyűsúly
- az első fordulóban mérkőzés nélkül jutott tovább
- győzelem Bobby Bickle (USA) 2-1
- győzelem Juhász István (Magyarország) 2-1
- győzelem Erkki Pakkanen (Finnország) 3–0
- győzelem Aleksy Antkiewicz (Lengyelország) 2–1

## Sikerei, díjai
- Olimpiai játékok
  - aranyérmes: 1952, Helsinki